# Stjepan Božić
Stjepan Božić (ur. 23 października 1974 w Brežicach) – chorwacki bokser kategorii superśredniej.

## Kariera amatorska
W 1992 r. zdobył brązowy medal w wadze lekkośredniej podczas mistrzostw świata juniorów w Montrealu. W półfinale pokonał go zdobywca srebrnego medalu, Sergiej Ismailow. W 1995 r. startował na mistrzostwach świata w Berlinie, gdzie doszedł do 1/16 finału.
W 1997 r. startował na mistrzostwach świata w Budapeszcie. Božić doszedł do finału, gdzie pokonał go Francuz Jean-Paul Mendy.
W 2000 r. zdobył srebrny medal w wadze średniej na mistrzostwach Europy w Tampere. Božić w finale przegrał z aktualnym mistrzem Europy, Węgrem Zsoltem Erdeiem.

## Kariera zawodowa
31 stycznia 2015 na gali Wojak Boxing Night w Toruniu Božić przegrał przez techniczny nokaut w trzeciej rundzie z Polakiem Markiem Matyją (7-0-0).